# فرانسیس کلری
فرانسیس کلری (انگلیسی: Francis Clery; ۱۳ فوریهٔ ۱۸۳۸ – ۲۵ ژوئن ۱۹۲۶) فرد نظامی اهل جمهوری ایرلند بود. وی همچنین برندهٔ جوایزی همچون نشان حمام شده‌است.